# Ercília Macedo de Morais Eckel
Ercília Macedo de Morais Eckel (Palmeiras de Goiás, 20 de fevereiro de 1937) é uma professora e escritora brasileira.

## Biografia
Filiação: Virgílio Cordeiro de Morais, sitiante, natural da região de Palmeiras e de Avelina Macedo de Morais, filha única de baianos fazendeiros, (ela) residente no município da cidade de Goiás. Viveu desde bebê até sua adolescência na cidade de Goiás e cercanias. Casou-se duas vezes; a primeira, com Aparício Dias de Araújo, aos 22 anos e a segunda, com o alemão Horst Eckel, aos 56. O primeiro casamento fora realizado em Goiás, cidade. O segundo em Goiânia.

### Escolaridade
Aprendeu a ler na fazenda aos cinco anos, em cartilha branca e preta e em revistas evangélicas para crianças. Soletrando, a aproximadamente 12 km da Colônia dos Alemães, hoje Uvá (38 km de Goiás). Isso aconteceu sob o rigor e cuidados da avó materna, Domethildes de Matos Macedo (1886-1981), uma baiana.
Aos 7 anos a menina Ercília deixou a fazenda Buriti Isolado e veio com os avós para Goiás. Matriculou-se na escola pública: Grupo Escolar Manuel Caiado. Depois fez o Curso de Admissão ao Ginásio com a professora Colombina Caiado de Castro (particular). A seguir, vieram o ginasial (foi oradora da turma) e colegial (“científico”) no antigo Liceu da cidade de Goiás, exceção feita ao 3º ano , cursado em Anápolis, como aluna interna. E, numa época em que moça de bom nome saía de casa só depois de casada, Ercília Macedo veio para Goiânia sozinha. Prestou vestibular na ainda Faculdade Católica para o curso de Letras Anglo-germânicas e passou a morar no “Pensionato das Freiras”, em frente ao Hospital Santa Helena. Porém abandonou a Faculdade ao se casar pela primeira vez, vindo a concluí-la mais tarde, em Anápolis, 1966. Em 1978 e 1979 fez quatro semestres de Artes Visuais na UFG, mas não terminou o curso.

### Empregos e atividades culturais
Foi escriturária (registro de diplomas de normalistas) na Secretaria da Educação do Estado de Goiás, tendo trabalhado nesse órgão com os doutores José Feliciano, Rocha Lima, José Sizenando Jayme e Antônio Nery da Silva, esse ainda jovem, estudante universitário. A biografada abandonou tal função, ao se casar pela primeira vez, em 1959. Mais tarde, em outubro de 1963, sem marido e com um casal de filhos, transferiu-se para Anápolis e começou a lecionar Língua Portuguesa no Colégio (Evangélico) Couto Magalhães, onde já havia sido aluna, em regime de internato e com relativo destaque (3º ano colegial).
Ainda em Anápolis fez parte em 1968 da primeira Banca Examinadora da Faculdade de Direito (FADA), recém-fundada. O exame incluía prova oral, depois da prova escrita de Língua Portuguesa e Literatura Brasileira. Também lecionou no Colégio Estadual José Ludovico de Almeida, em cursinhos pré-vestibulares e na Faculdade de Filosofia ”Bernardo Sayão”, depois de concluído o curso superior nessa mesma Faculdade. Na ocasião (1966), redigiu a monografia de final de curso Um contista goiano, sobre os contos de Bernardo Élis. Esse estudo foi publicado pelo Departamento Estadual de Cultura de Goías,em l968. Seu gosto pela literatura se acentuou. E, tendo adquirido, anos antes, A poesia em Goiás (1964), estudo e antologia, de Gilberto Mendonça Teles, pensou em fazer algo modestamente parecido, no que se referia à prosa: crônica, conto, romance. Então, teve como ponto de partida o apêndice da obra citada, os “balanços literários” de final de ano elaborados por Miguel Jorge e publicados no suplemento cultural de O popular. A isso ela somou as respostas aos questionários enviados para os escritores e também a leitura atenta da prosa goiana “mais recente” (até l974). Diante desse material, a curriculada conseguiu datilografar mais de 200 páginas em papel ofício. Deixou os originais encadernados no Departamento Estadual de Cultura para publicação, sem guardar para si uma cópia. O trabalho se perdeu, juntamente com quatro anos de sua elaboração. (Infelizmente, com tamanho descuido, a curriculada fez por merecer.) Porém muitas partes desse estudo foram publicadas n'O Popular, no Correio Braziliense (sobre Ursulino Leão), na Folha de Goyaz, no Cinco de Março (hoje Diário da Manhã). Deveria se chamar “A prosa em Goiás”. Ercília Macedo voltou a residir em Goiânia no começo de l973. Pois no ano anterior fora admitida na Universidade Católica de Goiás. Ali ficou quatro anos, até iniciar o curso de mestrado em Literatura Brasileira na UFG, cuja dissertação não chegou a ser concluída e caducou.
No começo de 1982, pediu licença do Estado e fixou residência em Curitiba, aos 45 anos. Naquela capital, lecionou Português nos colégios do governo (CLT) e Metodologia Científica / Técnicas de Pesquisa, na Faculdade de Ciências Humanas e Sociais, também chamada, na época, de Faculdade Espírita.
Três ou quatro anos depois, retornou a Goiânia, às cadeiras de Língua Portuguesa, Literatura Brasileira ou Redação, anteriormente licenciadas. E aí permaneceu até se aposentar. Antes, porém, aproveitou algumas disciplinas do antigo mestrado e o concluiu em 1994, na mesma UFG.

## Títulos acadêmicos
- Curso superior: Letras Modernas (2 de dezembro de l966) “Bernardo Sayão” Anápolis – GO.
- Aperfeiçoamento: Autorizada pelo MEC para lecionar Metodologia do Trabalho Intelectual , frequentou o curso de Metodologia do Ensino Superior,UFG, concluído em 23 de abril de l975.
- Mestrado: Letras e Linguística – Literatura Brasileira (28 de novembro de l994), UFG.

## Publicações

### Individual
- Um contista goiano. Anápolis: Couto Magalhães, 1968 – estudo pioneiro sobre as obras de conto de Bernardo Élis, até Veranico de janeiro (1966).
- Maíra - reescrita e dessacralização do mito: o ritual parodístico do sacrifício indígena pela catequese. Goiânia: Kelps, 2000 – ensaio sobre o romance pornomítico Maíra, do antropólogo Darcy Ribeiro.
- Quarta dimensão: o tempo da palavra e outros tempos. Goiânia: Kelps, 20005 – poemas.

### Coletiva
- Revista Educação hoje. São Paulo: Brasiliense, nº 3, maio/jun. 1969.
- Colheita (antologia de poemas), org. Gabriel Nascente, Goiânia: Unigraf, 1979.
- Coletânea de poesias. Curitiba: org. Casa do Poeta do Paraná, 1983.
- Quarta noite da poesia paranaense: a poesia sobe ao palco. Curitiba: Ed. Beija Flor, Teatro Guaíra, 15 de setembro de 1983. Direção de Lilian Fleury.
- Revista da UBE/GO. Goiânia: Kelps alguns números.
- Anuário e Revista da Academia Feminina de Letras e Artes de Goiás. Todos os números, desde sua fundação (1969).
- Coletânea de escritores brasileiros contemporâneos em prosa e verso, de Adrião Neto, Teresina – PI: Edição Geração 70, 1999, dentre outras.

## Verbetes em dicionários
- Dicionário enciclopédico de Goiás, de Ciro Lisita Júnior. Goiânia: Universidade Católica de Goiás. 1984
- Enciclopédia de literatura brasileira, de Afrânio Coutinho. Rio de Janeiro: Oficina Literária. 1990 e 2001, 2. ed.
- Ensaístas brasileiras, de Heloísa Buarque de Hollanda e Lúcia Nascimento Araújo. Rio de Janeiro: Rocco, 1993.
- Dicionário de escritores de Goiás, de Mário Ribeiro Martins. Rio de Janeiro: Master. 1966
- Dicionário biobibliográfico de escritores brasileiros contemporâneos , de Adrião Neto, Teresina – PI: Edição Geração 70, 1998 e 1999
- Dicionário de mulheres, de Hilda Agnes Hübner Flores, Porto Alegre: Nova Dimensão, l999
- Dicionário do escritor goiano, de José Mendonça Teles, Goiânia: Kelps. Várias edições.

## Instituições a que pertence
- Patrona e titular da Academia Feminina de Letras e Artes de Goiás (l969), cadeira nº 10, Goiânia.
- Sócia da União Brasileira de Escritores (UBE/GO) e socia correspondente da Academia Petropolitana de Letras, cadeira 76, Petrópolis – RJ. Quando residiu em Curitiba, pertenceu à Casa do Poeta do Paraná.

## Projetos atuais
- Os portais da viagem – com textos de diversos gêneros e estilos, a ser publicado nos próximos meses.
- Estudos, uma releitura das pesquisas e seminários apresentados no mestrado da UFG, em andamento.
- Diálogos luso-brasileiros
- Redação passo a passo até à Universidade, a ser atualizado, aproveitando arquivos de 31 anos de experiência nessa área.